# Simply Red Farewell - Live in Concert at Sydney Opera House
Farewell - Live in Concert at Sydney Opera House è un album dal vivo del gruppo musicale britannico Simply Red, registrato all'Opera House di Sydney durante il Greatest hits tour 2009.
Oltre al CD è presente un DVD (disponibile anche in Blu-ray Disc) contenente 20 tracce dello stesso concerto.

## Tracce
CD
1. Out on the Range
2. Your Mirror
3. Heaven
4. Enough
5. For Your Babies
6. You Make Me Feel Brand New
7. If You Don't Know Me by Now
8. It's Only Love
9. Sunrise
10. Come to My Aid
11. The Right Thing
12. Money's Too Tight (to Mention)
13. Stars
14. Fairground
15. Something Got Me Started
16. Holding Back the Years

DVD
1. Out on the Range
2. Your Mirror
3. Jericho
4. Heaven
5. To Be with You
6. Enough
7. For Your Babies
8. You Make Me Feel Brand New
9. If You Don't Know Me by Now
10. It's Only Love
11. Sunrise
12. Come to My Aid
13. Fake
14. The Right Thing
15. Money's Too Tight (to Mention)
16. Ain't That a Lot of Love
17. Stars
18. Fairground
19. Something Got Me Started
20. Holding Back the Years

## Classifiche
| Classifica (2011) | Posizione massima |
| ----------------- | ----------------- |
| Austria           | 35                |
| Belgio (Fiandre)  | 36                |
| Belgio (Vallonia) | 44                |
| Germania          | 13                |
| Italia            | 35                |
| Norvegia          | 26                |
| Paesi Bassi       | 32                |
| Svizzera          | 63                |